# 鉴湖站
38°38′22″N 128°20′00″E / 38.6395314°N 128.3334403°E
鑑湖站（：／ Kamho yeok */?）是位于朝鮮民主主義人民共和國江原道高城郡的一座鐵路站，属于金刚山青年线，本站以南便是韩国铁道公社的东海北部线。

## 邻近车站
金刚山青年线
三日浦站 - 鑑湖站
东海北部线
猪津站 - 鑑湖站